# مستشفى الطندب أبو كليوة
مستشفي الطندب أبو كليوة الإقليمي التخصصي بقرية الطندب محلية تمبول التابعة ل ولاية الجزيرة
أفتتحه وزير الدفاع بكري حسن صالح ومحمد طاهر ايلا والي ولاية الجزيرة في يوم الجمعة الثامن عشر من مارس 2016

## تاسيس المستشفي
أسسه رجل البر والإحسان وابن المنطقة محمد بابكر موسي أبو كليوة علي تفقته الخاصة.